# Draba palanderiana
Draba palanderiana là một loài thực vật có hoa trong họ Cải. Loài này được Kjellm. mô tả khoa học đầu tiên năm 1883.